# Бойко Параскева Іванівна
Параскева Іванівна Бойко (бл. 1761, с. Моринці, Київське воєводство, Річ Посполита — † 18 лютого (2 березня) 1812, с. Моринці, Звенигородський повіт, Київська губернія, Російська імперія) — українська селянка, бабуся Тараса Шевченка по матері.

## Біографічні відомості
Параскева Іванівна народилася близько 1761 року. По батькові — Іванівна, що підтверджується ревізькою казкою 1795 року. У 1770-х роках вийшла заміж за Якима Омеляновича Бойка (бл. 1757 — †4 жовтня (16 жовтня) 1833), із яким мешкала у с. Моринці.
Подружжя Бойків належало до тяглих селян і володіло порівняно заможним господарством. Згідно з інвентарем 1796 року, родина мала двох волів, 34 вулики бджіл, орну землю, інвентар для обробітку ґрунту і виплачувала грошові та натуральні чинші поміщику — власнику землі.
У шлюбі з Якимом Омеляновичем народила щонайменше сімох дітей.
- Варвара (1774 р.н.);
- Мотрона (1779 р.н.);
- Дарія (1781 р.н.);
- Катерина (1785 р.н.) — мати Тараса Шевченка;
- Павло (1788 р.н.);
- Євдокія (1793 р.н.);
- Ганна (1796 р.н.).

Померла 18 лютого (2 березня) 1812 року у віці близько 51 року. Запис запис № 4 за 1812 рік у метричній книзі церкви села Моринці вказує:

| «Жителька села Моринець Параскева Бойчиха умре. Лет от роду — 53». |